# 17269 Dicksmith
17269 Dicksmith è un asteroide della fascia principale. Scoperto nel 2000, presenta un'orbita caratterizzata da un semiasse maggiore pari a 2,7298438 au e da un'eccentricità di 0,1176182, inclinata di 4,19348° rispetto all'eclittica.
L'asteroide è dedicato all'esploratore australiano Dick Smith.